# Хлорант пильчатый
Хлора́нт пи́льчатый (лат. Chloranthus serratus) — многолетнее травянистое растение, вид рода Хлорант (Chloranthus) семейства Хлорантовые (Chloranthaceae). Распространено на Дальнем Востоке, при этом в России является крайне редким; занесено в Красную книгу России и Красную книгу Сахалинской области. Известно о культивировании растения во Владивостоке в Ботаническом саду-институте ДВО РАН.

## Распространение, местообитание
Растение распространено в Китае (в провинциях Аньхой, Гуандун, Гуйчжоу, Сычуань, Фуцзянь, Хайнань, Хубэй, Хунань, Цзянси, Цзянсу и Юньнань, а также в Гуанси-Чжуанском автономном районе), на Корейском полуострове, в России, на Тайване и в Японии.
В Российской Федерации вид находится на северо-восточной границе ареала и является очень редким, встречается только на острове Кунашир. Это один из двух видов этого рода — наряду с хлорантом японским (Chloranthus japonicus), — растущих на российской территории.
Растение в России было известно всего по двум сборам, сделанным в одном и том же месте, к югу от мыса Столбчатый (это побережье Охотского моря — более солнечная и более тёплая сторона острова). Оба сбора относились к 1970-м годам, при этом имелись сведения, что число особей в популяции небольшое, не превышающее, возможно, нескольких десятков особей. Хлорант пильчатый рос в долине ручья в хвойно-широколиственном лесу нижнего горного пояса. В 2000-х годах поиски растения в месте сборов были безуспешны, в связи с чем было высказано мнение, что вид является исчезнувшим из флоры острова. Однако в 2014 году на Кунашире в зарослях папоротника чистоуста японского (Osmunda japonica) Еленой Линник, научным сотрудником Курильского заповедника, снова была обнаружена небольшая популяция хлоранта пильчатого. Находка была сделана в районе экологической тропы «Столбовская» — на территории наземной охранной зоны заповедника (к северо-востоку от южной части его территории). На следующий год здесь были проведены флористические и биогеографические исследования, определены параметры найденной популяции, была заложена пробная площадка для проведения ежегодного мониторинга, был определён её видовой состав.

## Биологическое описание
Многолетнее травянистое растение высотой до 50 см. Корневище утолщённое, разветвлённое. Стебель прямой. Листья — с короткими черешками, супротивные (в отличие от мутовчатых листьев у хлоранта японского), овальные или эллиптические, резко суженные к основанию, остропильчатые, длиной до 15 см и шириной до 7 см. Число листьев — четыре или шесть, они расположены в верхней части стебля сближенными парами.

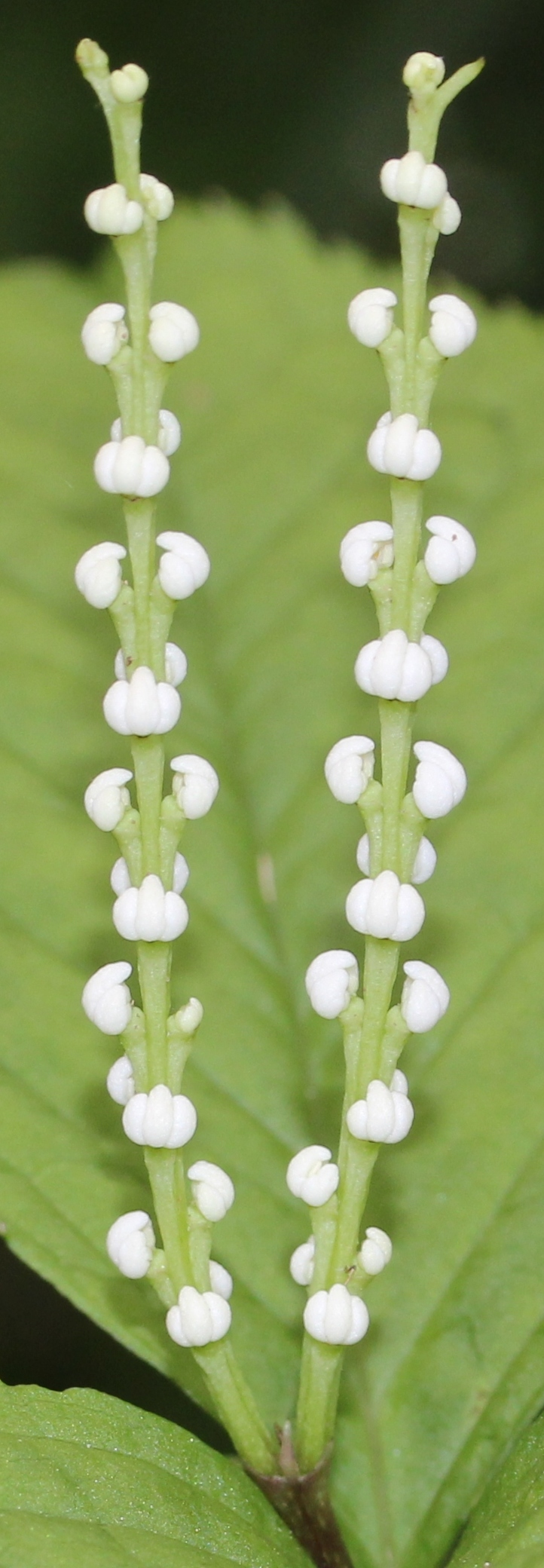
Соцветия крупным планом. Япония, префектура Гифу

Соцветия верхушечные, колосовидные, на ножке, длиной до 5 см, удлиняющиеся в период плодоношения. У каждого растения обычно образуется два соцветия (в отличие от единственного соцветия у хлоранта японского). Цветки двуполые, сидячие, белого цвета, без околоцветника, с тремя развитыми тычинками (у хлоранта японского из трёх тычинок две крайние развиты нормально, а средняя недоразвита). Тычинки — белого цвета, длиной до 3 мм; их нити — расширенные, снизу сросшиеся, наверху трёхлопастные. Плод — обратнояйцевидная костянка длиной до 3 мм.
Размножение растений происходит как семенами, так и вегетативно — корневищами. В условиях острова Кунашир растение цветёт в мае — июне, плодоношение происходит в июне — июле. Главными опылителями служат трипсы.
Число хромосом: 2n = 28, 30.
В растении найдены различные сесквитерпеноиды — аколамон, акорагермакрон, дигидропирокурзеренон, зедерон, неоаколамон, пирокурзеренон, фуранодиенон, хлорантолактон C, шизуканолид C.

## Охранный статус
Растение получило охранный статус вскоре после своего обнаружения в 1970-х годах на Кунашире: в 1978 году оно вошло в первое издание Красной книги СССР, а в 1984 году — в её второе издание. В 1988 году хлорант пильчатый был включён в первое издание «Красной книги РСФСР: Растения».
В Красной книге России (2008) вид имеет категорию статуса редкости 1 — «Вид, находящийся под угрозой исчезновения». В Красной книге Сахалинской области (2005) вид имеет статус «Е(1) — угрожаемый вид», то есть сохранение этого таксона считается маловероятным, если будут продолжать действовать факторы, которые вызывают сокращение численности растения.
Как в Красной книге России, так и в Красной книге Сахалинской области лимитирующими факторами для растения указаны малая численность популяций, слабая семенная продуктивность растений, а также медленное развитие проростков. В Красной книге России говорится о необходимости целенаправленного поиска вида в природе и постоянном отслеживании состояния популяций, если они будут обнаружены. По мнению Е. Линник, обнаружившей в 2014 году хлорант пильчатый на Кунашире, вопросы охраны места обитания растения требуют разработки особых мер, поскольку найденная популяция находится на территории, которая из-за близости знаменитого мыса Столбчатого является одним из наиболее посещаемых мест острова.

## Таксономия и классификация
Первое действительное описание вида было опубликовано шведским ботаником Карлом Петером Тунбергом, одним из «апостолов Линнея», в 1815 году в Уппсале в VII томе издания Nova Acta Regiae Societatis Scientiarum Upsaliensis («Новый журнал Королевского научного общества Уппсалы») в работе Plantae Japonicae nonnulae illustratae («Некоторые растения из Японии, с иллюстрациями»). Тунберг включил новый вид в род Nigrina и дал ему видовой эпитет serrata («пильчатый») по форме края листовой пластинки: в протологе говорится о «дважды пильчатых листьях» (foliis duplicato-serratis). Вид был описан из Японии: crescit in Japoniae insularum interioribus regionibus («произрастает во внутренних областях японских островов»). Однако уже в 1818 году растение было реклассифицировано: в третьем томе очередного издания работы Systema vegetabilium (ботанической части «Системы природы» Карла Линнея) швейцарским ботаником Иоганном Якобом Рёмером и австрийским ботаником Йозефом Августом Шультесом, составителями издания, вид был включён в род Chloranthus.

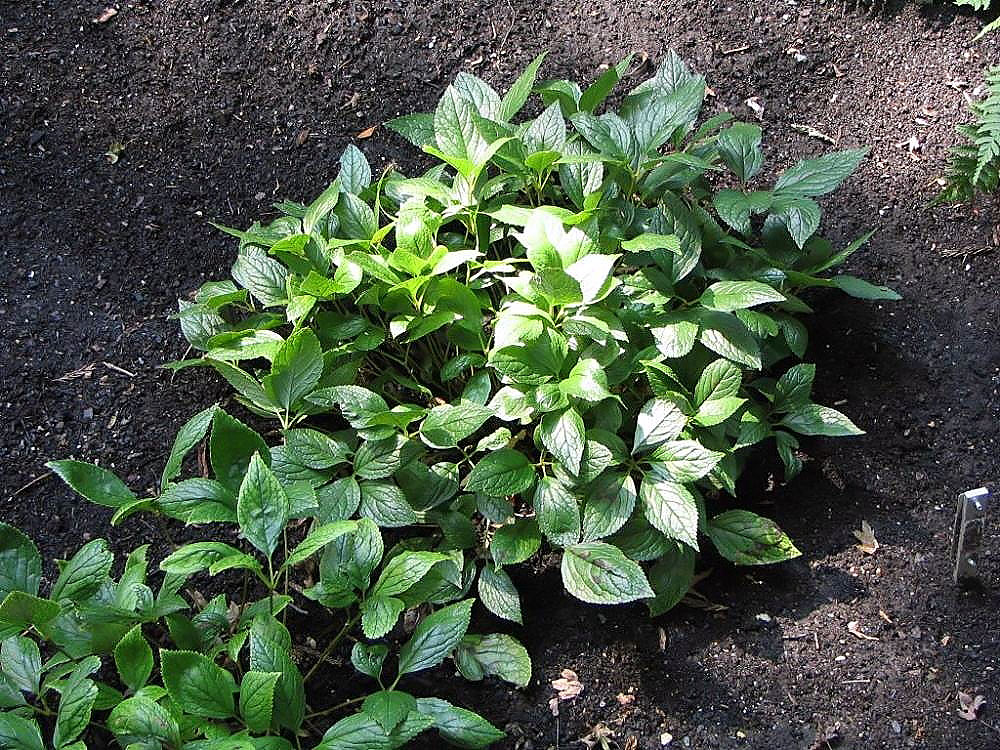
. Национальный дендрарий США, Вашингтон

Хлорант пильчатый — один примерно из 15—20 видов рода Хлорант (Chloranthus) семейства Хлорантовые (Chloranthaceae).

### Инфравидовые таксоны
Выделяют встречающуюся на  Тайване разновидность Chloranthus serratus var. taiwanensis K.F.Wu (1980)

### Синонимы
По информации базы данных The Plant List (2013), в синонимику вида входят следующие названия:
- Chloranthus blumeanus Cordem. (1863)
- Chloranthus quadrifolius A.Gray (1866)
- Nigrina serrata Thunb. (1815)basionym